# Civilian Irregular Defense Group

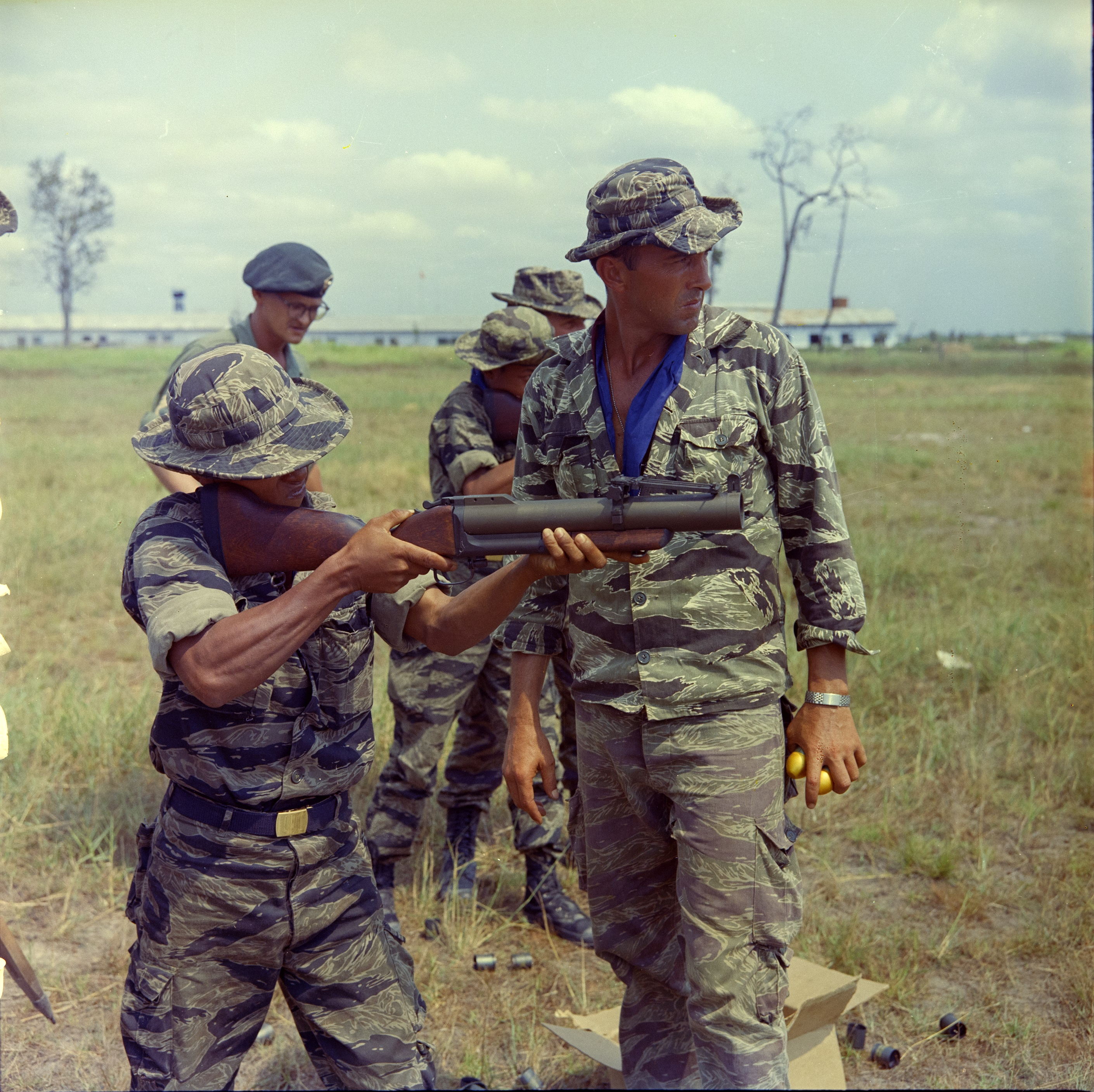
Ausbildung der CIDG im Camp Trai Trung Sup durch die 5th Special Forces Group im Jahr 1967

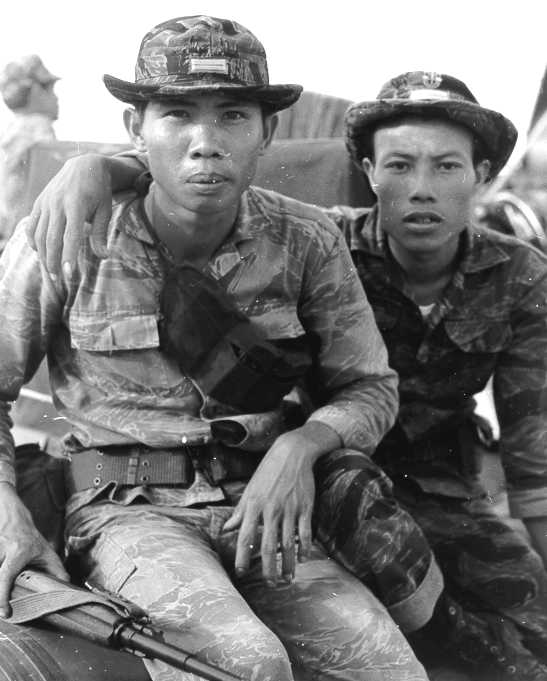
Soldaten der CIDG

Die Civilian Irregular Defense Group (Abk.: CIDG) war ein vom CIA 1961 ins Leben gerufenes Programm im Vorfeld des Vietnamkriegs. Der Plan bestand darin, irreguläre südvietnamesische Truppenverbände im Hochland um Tây Nguyên einzuschleusen, um den immer mehr an Einfluss gewinnenden Vietcong zu begegnen (Counterinsurgency).

## Mission
Angefangen mit der Ortschaft Buon Enao wurden kleine A-Teams der Green Berets gebildet, die in den Dörfern im Hochland Entwicklungs- und Verteidigungszentren einzurichten versuchten. Das Hauptaugenmerk lag darin, die Dorfbewohner sowie die örtlichen Rebellengruppen während zwei Wochen zu Verteidigungszwecken auszubilden und sie mit besseren Waffen auszurüsten, um sie ähnlich einer Bürgerwehr gegen die Vietcong zu wappnen. Wenn ein Dorf befriedet war, diente es als Ausbildungslager für angrenzende Dorfgemeinschaften in der Hochlandebene.
Die überwiegende Mehrheit der CIDG-Camps waren von regionalen ethnischen Minderheiten bewohnt, besonders durch die Montagnards, die eine ablehnende Haltung sowohl gegenüber der südvietnamesischen wie auch der nordvietnamesischen Politik übten und damit sehr empfänglich dem US-amerikanischen Angebot zur Unterstützung der Selbstverteidigung gegenüberstanden.
Als 1963 das Militär das Programm als vollen Erfolg bezeichnete, bemängelte es jedoch, dass die CIDG-Einheiten sowie die Special Forces-Einheiten keine strukturelle Kommandoebene besaßen, woraufhin die Anweisung zu Operation Switchback kam, der Kodename zur Abtretung des Verantwortungsbereichs des CIDG-Programms der CIA an die MACV. Die CIDG wies zu diesem Zeitpunkt eine Stärke von 61.000 Mann auf, die sich in 43.000 „Dorfverteidigungskräfte“ und 18.000 Angehörige einer mobilen Eingrifftruppe zusammensetzte. Auch die spätere Kritik des Army Chief of Staff Harold K. Johnson an der mangelnden Agilität und Verlegefähigkeit der CIDG trug zur breiteren Einbettung in die kämpfende Truppe sowie Maßnahmen zur Motivationssteigerung der oft lokal verwurzelt agierenden Kämpfer bei.
Das CIDG-Programm wurde erheblich ausgeweitet, nachdem die gesamte 5th Special Forces Group in Vietnam eintraf. Daraufhin bekamen die vormals tätigen CIDG-Einheiten neue konventionelle Aufgabenbereiche zugestellt, insbesondere der Grenzüberwachung sowie der Aufklärung, was sowohl einer Abkehr vom ursprünglichen Defensivcharakter als auch der verringerten Relevanz indigener Kräfte gleichkam. Diese Aufgaben wurden bis 1970 gänzlich vom Korps der United States Army Rangers übernommen.

## Schlachten
Diese CIDG-Einheiten waren in verschiedene relevante Kämpfe in Vietnam verwickelt. Siehe:
- die Schlacht von Dong Xoai
- die Schlacht von Nam Dong
- die Schlacht von A Shau
- die Schlacht von Hiep Hoa
- die Schlacht von Kham Duc